# Qahedjet
Qahedjet (eigentlich Hor-Qahedjet) ist der Horusname eines altägyptischen Königs (Pharaos), welcher möglicherweise entweder gegen Ende der 3. Dynastie (Altes Reich), in der ersten Zwischenzeit oder gar erst in der 18. Dynastie regierte.
Qahedjet wird, ähnlich wie König Huni, von der Ägyptologie als besonders schwer einzuordnender Herrscher angesehen, da sich die bisherigen Erkenntnisse über ihn auf nur ein einziges Artefakt stützen können. Der Name „Qahedjet“ ist auf keinem weiteren Monument oder Artefakt erhalten. Die Einordnung des Herrschers in die 3. Dynastie ist zudem mit Unsicherheiten verbunden, der tatsächliche Regierungszeitpunkt ist unbekannt.

## Name und Identität
Qahedjets Identität ist aufgrund der bislang einmaligen Namensnennung umstritten. Thomas SchneiderJürgen von Beckerath, Rainer Stadelmann und Dietrich Wildung sehen in ihm einen Herrscher der späten 3. Dynastie. Diese Zuweisung stützt sich hauptsächlich auf stilistische Ähnlichkeiten zwischen den Gesichtsprofilen von Qahedjet und König Djoser (3. Dynastie) auf Reliefabbildungen. Toby Wilkinson, Ian Shaw und Nabil Swelim schlagen ergänzend dazu eine Gleichsetzung von Qahedjet mit Huni vor, da von Letzterem nur der Geburtsname bekannt ist und ihm bislang kein Horusname zugewiesen werden konnte. Dieser Vorschlag ist allerdings nicht allgemein akzeptiert. Nach Peter Kaplony hat Qahedjet eventuell während der Ersten Zwischenzeit regiert. Jean-Pierre Pätznik und Jacques Vandier halten es für möglich, dass Qahedjet mit Thutmosis III. (18. Dynastie) identisch sein könnte.
Pierre Tallet sieht in Qahedjet König Snofru. Er verweist auf besondere Funde aus dem Wadi el-Jarf auf der Halbinsel Sinai, wo sich die Ruinen eines königlichen Hafens aus der Zeit des Endes der 3. Dynastie bis zur späten Mitte der 4. Dynastie befinden. Dort wurden zahlreiche Bootsanker gefunden, die in einem 200 m vom Ufer des Roten Meeres entfernt gelegenen Arbeiterlager deponiert waren. Auf zehn dieser Anker fand sich die Gravur Qa-hedjet („die Weiße Krone ist hoch“). Tallet weist darauf hin, dass die Formel Qa-hedjet unter König Cheops gebräuchlich und in zeitgenössischen Inschriften gang und gäbe war, denn sie war unter anderem Bestandteil in Namen von Arbeitermannschaften. Ihre Häufigkeit lässt gemäß Tallet den Schluss zu, dass sie bereits lange vor Cheops eingeführt worden sein muss. Ein weiteres Indiz für eine Gleichsetzung sieht Tallet in einer Inschrift auf dem Palermostein. Dort ist Snofrus Regierungszeit fragmentarisch erhalten. Snofrus Kartusche erscheint wiederholt jeweils zweimal: einmal trägt die Kartusche die Rote Krone, ein andermal die Weiße Krone. Die Weiße Krone wird jedes Mal von dem Gardiner-Zeichen N29 (Sanddüne; Lesung: Qa) begleitet, sodass Tallet das gesamte Arrangement als Snfrw Qȝj-Ḥḏt tp-r wsḫt rsy („Snofru hebt die Weiße Krone vor dem Südhaus“) liest. Besagtes „Südhaus“ könnte jenes ominöse Gebäude sein, das auf der Stele des Qahedjet erwähnt wird. Tallet hält es für möglich, dass sich die Stele des Qahedjet ursprünglich im Totentempel der Knickpyramide zu Dahschur befunden haben könnte. Der Horusname Qa-Hedjet wäre demnach ein symbolischer Alternativname des Snofru.

## Belege

### Die Stele

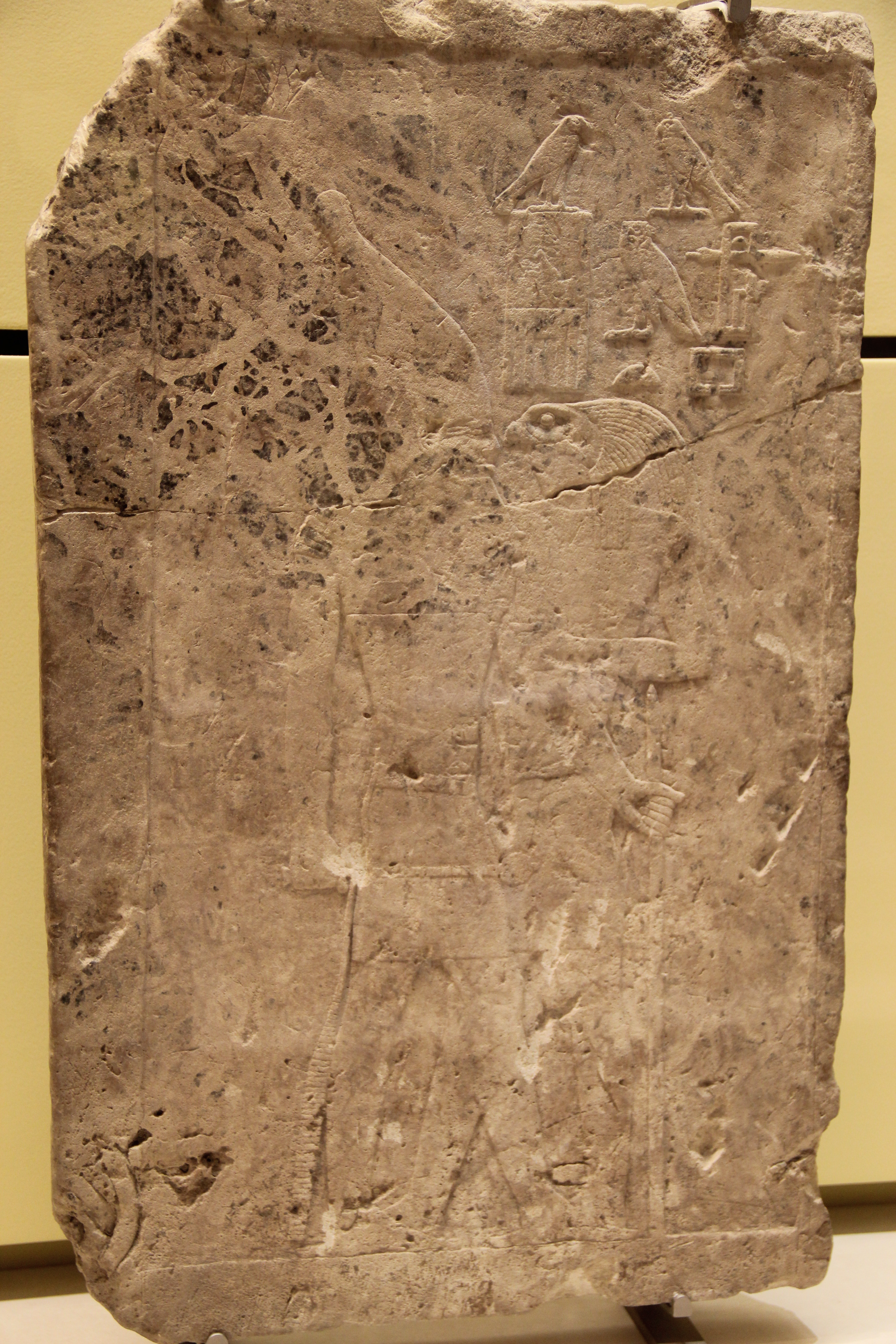
Vollständige Stele des Qahedjet

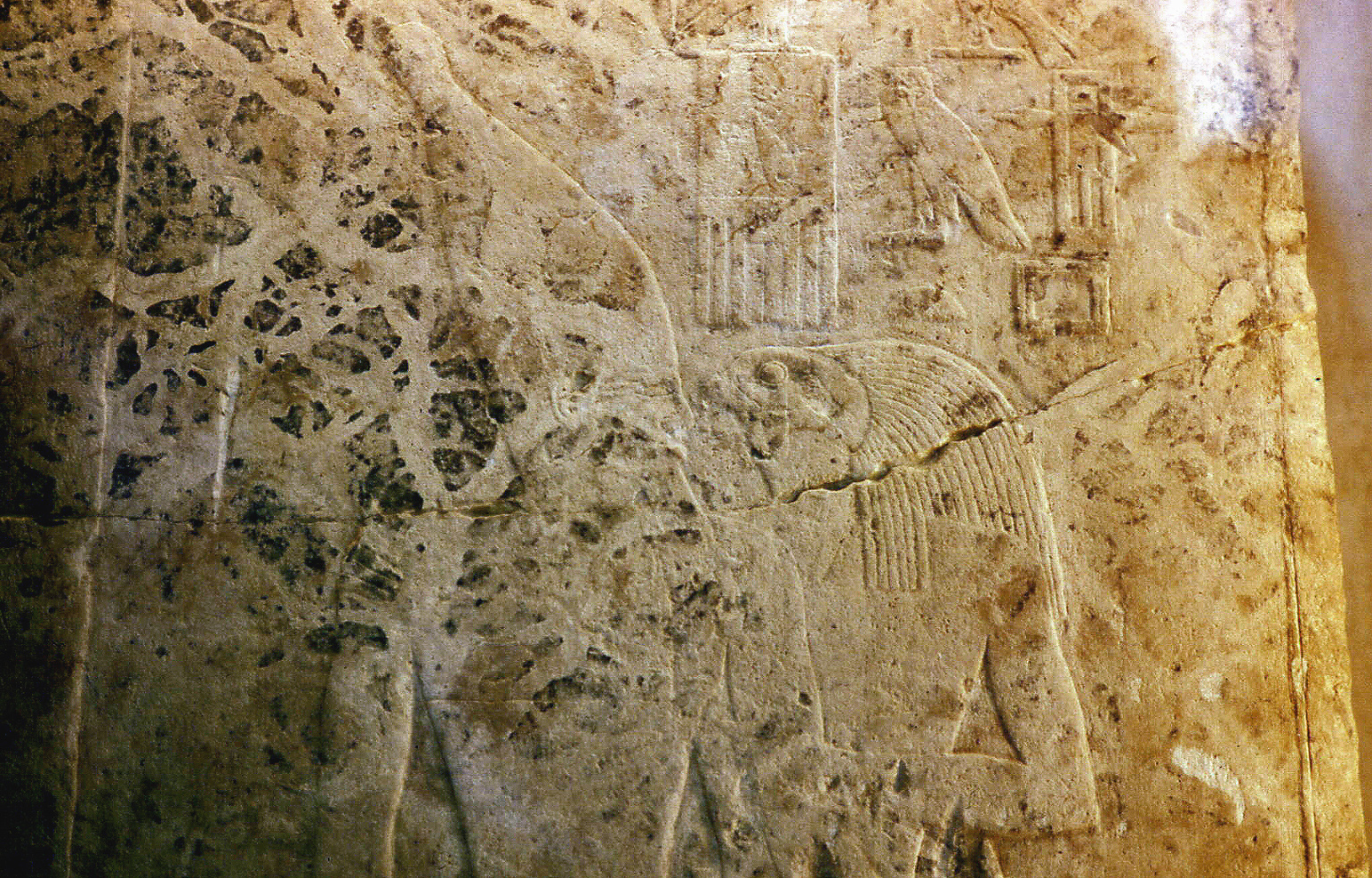
Oberer Teil der Stele (Detail).

Das bislang einzige Artefakt, das auf die Existenz dieses Königs verweist, ist eine etwa 50,5 Zentimeter hohe, 31,0 Zentimeter breite und etwa 3,0 Zentimeter dicke Stele aus poliertem, feinkörnigen Kalkstein, die sich seit 1967 im Besitz des Louvre in Paris befindet. Sie hat die Inventarbezeichnung Louvre E-25982 und stammt aus privatem Kunsthandel. Ihr Fundort ist unbekannt.
In die Stele (siehe Abbildung rechts) ist ein rechteckiges Fenster eingraviert. Hauptmotiv des darin befindlichen Reliefs ist eine aufrechte Königsfigur mit der Weißen Krone (links), umarmt von einer Menschengestalt mit Falkenkopf (rechts). Beide Figuren sind gleich groß und blicken einander in die Augen. Das Gesicht des Herrschers wirkt mit seiner kurzen Nase und den kräftigen Lippen markant, dazu ein sehr großer Königsbart. Das geschürzte Kleid weist einen Gurt mit einem Dolch an der Seite auf, über den Torso verläuft ein Stoffband. Qahedjet hält in der einen Hand eine Prunkkeule mit birnenförmigem Knauf, in der anderen Hand hält er einen Stab mit markanter Kerbung auf halber Höhe. Die Gestalt mit Vogelkopf hingegen kann als der Falkengott Horus identifiziert werden. Die Beischrift rechts vom Serech des Königs verweist laut Jean-Pierre Pätznik und Jacques Vandier auf einen möglichen Besuch des Herrschers in einem Tempel des Gottes Re in Heliopolis oder in dem oberägyptischen Schrein Per-wer.

### Datierung
Das Bildprogramm der Stele ist nach Meinung von Pätznik und Vandier in seiner Stilistik und Thematik widersprüchlich. Das Gesichtsprofil des Herrschers und die Gestaltung des königlichen Serechs ähneln denen der Reliefs des Königs Djoser in den unterirdischen Grabgalerien der Djoser-Pyramide in Sakkara, entsprechen also der Kunst der 3. Dynastie, auch wenn die technische Ausführung der Reliefgravur feiner und ausgereifter ist und auf ein späteres Entstehungsdatum schließen lässt. Doch die Thematik der Bilddarstellung gibt Anlass zu Spekulationen und Diskussionen. Zwar galt der Herrscher in seinem Königsamt als Repräsentant des Horus, doch die Porträtierung eines Gottes, wie er einen Herrscher umarmt, wäre ob der provokanten Ikonografie für ein königliches Monument des Alten Reiches eher ungewöhnlich und der bislang früheste Beleg dieser Art.
Pierre Tallet widerspricht dem entschieden und verweist auf eine zerbrochene Stele des Königs Snofru aus dessen Taltempel der Knickpyramide in Dahschur. Das Bas-Relief zeigt Snofru, der von der Göttin Seschat umarmt wird. Dies beweist, dass die Darstellung von Königen und Göttern in intimer Pose mindestens seit Beginn der 4. Dynastie üblich war.
Die Nennung eines Gebäudes namens hwt-ˁ3.t („hut-aat“ = „Großer Palast“) in der Orthographie, wie sie auf der Stele präsentiert wird, ist eigentlich erst seit Sesostris I. (12. Dynastie) sicher belegt. Horusnamen mit einer der beiden Kronen als Namenselement sind erst seit König Thutmosis III. (18. Dynastie) geläufig. Hinzu kommt die Gestaltung der Schleiereulen-Hieroglyphe (Gardiner-Zeichen G17; Lautwert „m“), die so nicht vor der 18. Dynastie erscheint, auch das Arrangement der Zeichen Horus + Eule + Toponym ist auf keinem Monument früherer Epochen belegt. Und Darstellungen eines anthropomorphen Horus, wie er in vertrauter Pose einen ägyptischen Herrscher empfängt, sind unter König Sahure (5. Dynastie) in dessen Sonnenheiligtum erstmals sicher bezeugt. Hinzu kommen die auffällig nach rechts versetzten Inschriften über den Figurdarstellungen, die dem in Reliefs des Alten Reiches sichtbaren Streben nach künstlerischer Harmonie und den bild-kanonischen Regeln widersprechen. Das Wort Qa-hedjet ist zudem in einer selten belegten Variante des Horusnamens von Thutmosis III. als Namenssilbe erhalten. Der Name auf der Stele könnte gemäß Pätznik und Vandier demnach eine einmalige Kurzform sein.
Die deutlichen Widersprüche des Kunststils und der inschriftlichen Ausführungen haben bei Jean-Pierre Pätznik und Jacques Vandier letztendlich die Frage aufgeworfen, ob es sich bei der Stele möglicherweise um eine moderne Fälschung oder um eine Reproduktion aus dem Neuen Reich oder aus Saitischer Epoche handeln könnte. Letztere Vermutung fußt auf dem Umstand, dass beispielsweise von König Djoser ein stark zerstörter, reliefgeschmückter Schrein in Heliopolis existierte, dessen künstlerische Ausführungen der Bildmotive eine eindeutige Hommage an die 3. Dynastie darstellt, der Schrein selbst jedoch ist nicht zeitgenössisch. Im Neuen Reich und in der Saitischen Epoche waren solche Hommages in königlichen Dekorationen häufig anzutreffen.